# سكويكولسة (مقاطعة إسلام آباد غرب)
سكويكولسة (بالفارسية: سکوی‌کولسه) هي قرية تقع في قسم حومة الجنوبي الريفي (مقاطعة إسلام آباد غرب) في إيران. يقدر عدد سكانها بـ 25 نسمة بحسب إحصاء 2016.